# Eddie Griffin
Edward "Eddie" Griffin (Kansas City, Missouri 15 de Julho de 1968) é um comediante, rapper e ator estadunidense. Conhecido por ter estrelado o filme Undercover Brother e interpretado o "T.J." Hicks dos filmes Deuce Bigalow: Male Gigolo e Deuce Bigalow: European Gigolo. Na música, já trabalhou com os rappers Dr. Dre e Snoop Dogg.
Griffin nasceu em Kansas City, e foi criado por sua mãe solteira, Doris Thomas, uma funcionária telefônica. Sua família era Testemunha de Jeová.

## Fimografia
- The Last Boy Scout (1991)
- Brain Donors (1992)
- The Meteor Man (1993)
- Coneheads (1993)
- House Party 3 (1994)
- Jason's Lyric (1994)
- The Walking Dead (1995)
- Armageddon (1998)
- Deuce Bigalow: Male Gigolo (1999)
- The Mod Squad (1999)
- Foolish (1999)
- All Jokes Aside (2000) (documentary)
- Picking Up the Pieces (2000)
- Double Take (2001)
- John Q (2002)
- The New Guy (2002)
- Undercover Brother (2002)
- Roberto Benigni's Pinocchio (2002)… (voz)
- Dysfunktional Family (2003) (documentary)
- Scary Movie 3 (2003)
- Blast (2004)
- My Baby's Daddy (2004)
- The Wendell Baker Story (2005)
- Deuce Bigalow: European Gigolo (2005)
- Date Movie (2006)
- Irish Jam (2006)
- Norbit (2007)
- Redline (2007)
- I'm Rick James (2007) (documentary)
- Urban Justice (2007)
- Freedom of Speech (2007)
- Redline (2007)
- Beethoven's Big Break (2008)
- A Typical Love (2012)
- David e. Talbert Presents: A Fool And His Money (2012)
- Hillbilly Highway (2012)
- How Sweet It Is (2013)
- The Slimbones (2014)
- Going to America (2014)
- Last Supper (2014)
- Mucho Dinero (2015)
- American Hero (2015)

## Discografia

### Singles
- 1996 "Intro" (from D.O.C. álbum Helter Skelter)
- 1998 "DP Gangsta" (from Snoop Dogg & C-Murder) álbum Da Game Is to Be Sold, Not to Be Told)
- 1999 "Bar One" (with Traci Nelson and Ms. Roq) (Dr. Dre álbum 2001)
- 1999 "Ed-ucation" (from Dr. Dre álbum 2001)
- 2002 "Bitch Ass Niggaz" (from Xzibit álbum Man vs. Machine (álbum))
- 2003 "I Thought U Knew" (with Crooked I, Eastwood & The Dramatics) álbum Dysfunktional Family) (Various artists)
- 2003 "Dys-Funk-Tional" (from Spider Loc & Eddie Griffin) álbum Dysfunktional Family) (Various artists)